# アメリカ合衆国における宗教右派

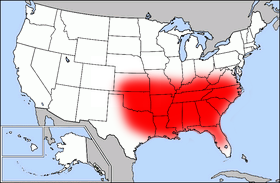
バイブル・ベルトの範囲。ファンダメンタリストが多く住む地帯と言われ、アメリカ南部に片寄っている。

アメリカ合衆国における宗教右派（しゅうきょううは、英語: Religious right）は、主にキリスト教を信仰する保守的勢力の総称である。対義語は宗教左派。
自分たちの保守的信仰理解と価値観とを政治に反映するために積極的に行動する人々ではあるが、様々な党派があり、統一された思想がある訳ではない。ここでは、アメリカ合衆国の宗教右派であるキリスト教右派（キリストきょううは、英語: Christian right）について触れる。

## 概要

アメリカ宗教意識調査（American Religious Identification Survey, ARIS）に基づく、所属宗派の調査結果（2002年）。青はカトリック信者が多数派を占めた地域、赤はバプテストが多数派を占めた地域

ここでは、宗教右派の定義、用語、地域などを解説する。
宗教右派の定義は、キリスト教の保守的勢力で、キリスト教徒の保守的信仰理解と価値観を政治に反映するため、積極的に政治行動をする人びとである。その政治行動とは、投票への参加、選挙運動、ロビー活動である。
宗教右派は「キリスト教右派」とも呼ばれ、保守的なプロテスタント福音派（エバンジェリカル）（以下、福音派と記述）、キリスト教原理主義者（ファンダメンタリスト）（以下、原理主義と記述）など、主に白人の保守的なキリスト教徒を動員して、伝統的諸価値を擁護・促進する政治・社会運動を行っている
。特に白人の福音派が中心となっているといわれるが、カトリック保守派も含まれる。つまり、「宗教右派」を構成するのは、政治・宗教的に保守的な福音派とその下位集団である原理主義という。
宗教右派（Religious Right）を指す用語には、「宗教右派」の他に、
「宗教右翼」（英語：Religious Right）

、「キリスト教右派」（英語： Christian right）、「キリスト教右翼」（英語：The Christian Right） 、「新宗教右派」、「新宗教右翼」（英語：New Religious Right）がある。堀内一史によると、宗教右派は、「キリスト教保守派」（英語：Conservative Christianity）、「宗教保守派」（英語：Religious Christianity）、「プロ・ファミリー派」（英語：Pro-Family）も同義で使用されているとしているという。その他、「宗教保守運動（宗教保守主義政治・社会運動）」（英語：Religious Right）がある。
宗教右派、福音派、特に原理主義が多く住む地帯は、バイブル・ベルト（聖書地帯）（英語：Bible Belt）とよばれ、アメリカ南部に集中する。田中久男によると、バイブル・ベルトにはアメリカ南部の独特な宗教文化、集合的な生活習慣があり、その宗教文化はプロテスタント正統主義の最右翼をなすもので、その特徴は保守的信条よりも、きわめて感情的な、時として粗暴な宗教態度にあるとしている。 ただし、バイブル・ベルトの範囲やその定義等については曖昧な点があるといわれている。
宗教右派の運動は1920年代より始まり、70年代後半以降活発になった。その例として、1920年代の北米聖書連盟、アメリカ聖書十字軍などによるキリスト教原理主義諸団体の政治運動、1950年代のキリスト教十字軍、キリスト教反共主義十字軍の反共主義運動、1970年代末から1980年代の宗教円卓会議、モラル・マジョリティ、クリスチャン・ボイスなどによる政治運動、1990年代以降のキリスト教連合、家族フォーカス、家族調査評議会などが挙げられる。

## 信仰
ここでは、宗教右派の信仰、主張、道徳的価値観について解説する。

### 宗教右派の信仰
宗教右派の信仰は、保守的な福音派とその下位集団である原理主義であることから共有した信仰を持つが、原理主義は超保守的な信仰である。 宗教右派の価値観は、中絶 、同性愛、公教育などの問題を生命観や家族観、道徳観などにかかわるもので、世俗的個人の権利を尊重する世俗的人間主義だけでは判断しがたい領域を、キリスト教的価値観によって克服することを目的としている。とくに宗教右派は内政問題について価値基準と影響を与えている。
藤本龍児によると、ディスペンセーショナリズムによる終末論あるいは終末思想に基づく政治化があるという。
この宗教右派の信仰による政治・社会運動は、1920年代に始まり1970年代後半以降活発になり、共和党の大きな支持母体となった。
福音派の信仰は、デヴィッド・ベビントンによると、「キリストの十字架上の死の贖罪効果」を信じ、キリストによって生まれ変わったと実感する「ボーン・アゲイン」体験、「聖書の無謬性」、「キリストの代理贖罪」を信じ、「福音の社会的拡大」に実行を伴う強い関心」を示す特徴があるという 。
原理主義の信仰は、ジョージ・マースディン・ナンシー・アマ―マンによると、福音派の4項目の信仰を共有し、さらに、「ディスペンセーショナル・プレミレニアリズム」を信じ、「世俗との分離主義を貫く」という信仰をもつプロテスタント信者であるという。また、1980年代に「新宗教右翼」と呼称された主に原理主義を中心とした超保守派は、「聖書の逐語霊感」、「キリストの処女降誕」、「キリストの代理的贖罪」、「キリストの身体的復活」、「キリストの可視的再臨」を信仰し、信者は24の宗派から構成されているといわれている原理主義（ファンダメンタリズム）的価値観は、キリスト教の尊重・「伝統的核家族」の重要性・親や教師の権威の尊重・性別役割の保持・愛国主義 ・自由企業経済制度にある。
福音派と原理主義の考えには大きな違いがある。飯山雅史によると、福音派は楽観主義であり人間が努力すれば、社会はよくなっていくとし、社会と積極的に関わっていくことを選択した。一方、原理主義者は悲観主義であり人間がいかに努力してもイエスによる救済まで世界は救われないとして、政治・社会から背を向けてきた集団であったという。

### 聖書無謬説に基づく主張

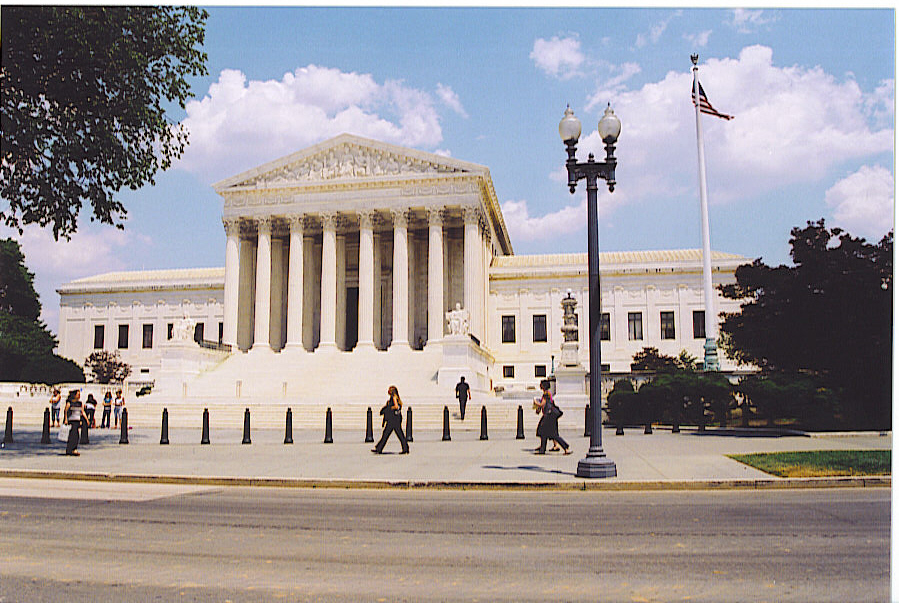
合衆国最高裁判所の判例には、福音派の反発を招いた判決があり宗教右派の活動を活発化した

原理主義の超保守性は、原理主義者が多く住む地帯であるバイブル・ベルトである南部でみられる。原理主義者の主張は、聖書を忠実に直訳し（聖書無謬説）、聖書の創造説を信じ、進化説を排撃する非常に保守的なものである。「神」対して、管理や罰を強調する master、king、judge といった男性的なイメージを持ち、男性優位の考えを強く持っている。同時に、家族を重視し、堕胎や性表現などを含めた道徳観も他の宗派に比べて保守的である。
従って、原理主義者は、他のプロテスタントと異なり、道徳的にも体罰を受け入れやすい考えを持ち、罪に対する罰を積極的というより当然必要とした懲罰的姿勢をとる。そのため、学校教育とともに家庭教育にて、子どもへの体罰を「愛」や「権威」という名のもとに、駆り立ててきたという。また、原理主義（新宗教右翼）の主張には、中絶、ポルノ、ホモセクシャル、男女平等憲法修正条項などのように、伝統的なアメリカの家庭のあり方やそれを支えてきた価値観を脅かすものに反対する主張（プロ・ファミリー）がある。

### 政教分離原則に基づく主張
政教分離原則は、アメリカ合衆国憲法修正第1条に示されており、「合衆国議会は、国教を樹立、または宗教上の行為を自由に行なうことを禁止する法律（中略）を制定してはならない。」とされている。これは、一つに国教の制定あるいは特定の宗教を優遇したりすることを禁じるもので、宗教自体に国家が関心を示す事は支障ないとするものである。もう一つに国家と教会の分離を定めるというものであるという。
宗教右派の主張は、この修正第1条を論点としている。合衆国最高裁判所が宗教上の行為を違憲と判決に対し、宗教右派（福音派とキリスト教原理主義者）は、修正第1条の政教分離原則に反し、政府による信仰の介入が行われたと反発したものであった。宗教右派は、司法の判決に対し、聖書と修正第1条の政教分離原則に基づいて論争・事件・反発を示している。

### 道徳的価値観
宗教右派の世界観には、「道徳的価値観」にたいし問題意識をもっている。問題視するのは「世俗的人間中心主義」に基づく考え方である。
宗教右派の信仰と道徳的価値観により、キリスト教の尊重、「伝統的核家族」の重要性、親や教師の権威の尊重、性別役割の保持を重要視している。
宗教右派はこの信仰と道徳的価値観により、学校教育での進化論への反対、学校での祈祷の違憲判決への反対、体罰廃止案の反対、人工妊娠中絶、同性婚に対し反対し「プロライフ」（中絶反対）、「プロ・ファミリー」（家族重視）を主張し、人胚研究を反対、尊厳死の反対、男女平等憲法修正条項廃案の主張、純潔教育を推進、その他に、伝統的道徳観を危惧させる公民権運動、カウンターカルチャーなどに反対している。

## 沿革
ここでは、宗教右派の沿革について解説する。

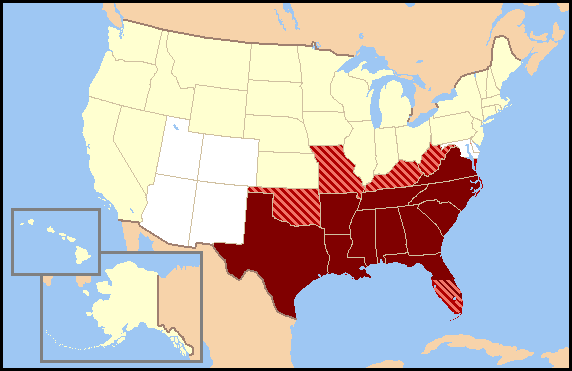
アメリカ南部の範囲
濃い赤は普通南部に含まれる範囲、情報源により斜線の部分は変化する

ウィルコックス（英語：Wilcox,Clyde）によると、宗教右派の政治参加は4つの時期に分類される。

### キリスト教原理主義潮流の形成時期（1920年代）
1920年代の北米聖書連盟、アメリカ聖書十字軍などによるキリスト教原理主義諸団体の政治運動がある。
キリスト教の基本を固守する立場である根本主義（Fundamentalism）は、リベラル・プロテスタントによるダーウィンの進化論や聖書の科学思想を受け入れなかった。根本主義は大学の世俗化を受け入れず、世俗化に対する高等教育機関の形成を図った。

### ケネディ政権、ニクソン政権の時期（1960年代-1970年代）
1987・88年時点の米国における宗教別の人口構成
2002・03年時点の米国における宗教別の人口構成
1950年代のキリスト教十字軍、キリスト教反共主義の政治運動がある。
1970年代の宗教右派台頭の背景には、1960年代の政策および社会運動が、原理主義者に危機意識を持たせたことにあるという。原理主義者が政治への介入を見せた原因として、マシュー・C・モエンが4つ挙げている。
一つに、最高裁判所の判決、特に学校での祈祷を違憲としたエンゲル対ヴィタール判決（1962）と人工妊娠中絶の権利を擁護したロー対ウェイド判決（1973）は、原理主義者に文化的な危機感を抱かせるものであった。
二つに、外交政策、特にソ連との緊張緩和、対イスラエル政策におけるイスラエル支持の相対的低下としたものがあった。また、ウォーターゲート事件をめぐる国民の政治的不信感があったという。
三つに、1960年代から1970年代のカウンターカルチャーや麻薬濫用などによる道徳的腐敗に対する反発であった。反戦運動、ヒッピー、伝統への反逆、麻薬濫用などがあり、原理主義者は「アメリカの道徳的退廃」と嘆いたという。
四つ目に、主流派（リベラル派）（以下、主流派と記述）の聖職者による公民権運動などの活動があげられるという。
その他に、藤本龍児によると、1960年代から「バイブル・ベルト」と呼ばれるアメリカ南部は、工業化・都市化が進み、教育水準が向上した。このような流れの中で、南部は感情的なレベルだけでなく、知的なレベルでも問題意識を表明するようになり、南部の福音派は主流派と並び、説得力をもつ勢力となったという。

### 宗教右派政治介入の時期（1970年代末 - 1980年代）
1970年代は、原理主義者による政治介入がみられる時期である。1960年代から1970年代前半に危機意識を持った原理主義者は、保守化した共和党に接近した。1978年、ジミー・カーター大統領は宗教系私立学校が人種差別を行っていることに対し、非課税措置に制限を加えようとしたが、キリスト教系私立学校が一斉に反発、南部パブテスト派を中心に反対運動がおこり、1980年には福音派、特に宗教右派の票が共和党候補へと移ったという。
また、主流派とカトリック教会は最も影響を受け、政治や社会問題に対して聖職者と教会員との間に対立が生じ衰退した。一方で福音派は教会員数が増加したという。主流派と福音派の聖職者と教会員数の推移は、海外伝道師の推移からも求められるという。
宗教右派と共和党への接近は、マシュー・C・モエンによると、ロナルド・レーガン大統領、ニュー・ライトの上院議員、若手共和党保守派下院議員、テレビ伝道師の存在を挙げている。レーガンが特に依存したのは,
右派牧師のジェリー・ファルエルや「モラル・マジョリティ」（道徳多数派）だった。ロナルド・レーガン大統領候補は、1980年大統領選挙で伝統的価値をテーマに宗教右派を政治の主流とし、宗教右派の信任を得、政治的に利用していた。1980年8月、ダラス訪問「国内政局説明会」では、福音派の支持を得るために、福音派の「進化論、人工中絶、州政府の宗教問題への介入をめぐる彼らの意見に賛同した」という。1984年大統領選挙では、レーガン大統領は宗教右派の働きかけで、保守的なキリスト教徒を集めた集会に出席し地方を遊説した。
ニュー・ライトの上院議員のジョン・イースト上院議員は、1981年に人工中絶反対に関する公聴会を司法委員会で開催し、宗教右派の政策課題を立法化しようとした。1981年 ‐ 1982年の第97回議会の上院委員会では、5回公聴会を開催し、宗教右派が問題とした人工中絶、学校での祈祷、授業料の非課税化を政策課題とした。1983年 - 1984年の第98回議会でも、同様の政策課題を取り上げた。
下院の若手議員のニュート・キングリッチやボブ・ウォーカーらはConservative Opportunity Society（COS）を結成し、この組織の中心的メンバーが特に第98回議会で、人工中絶や学校での祈祷などに関する宗教右派の政策課題を下院の重要な政治課題に捉えた。そして、テレビ伝道師の協力があったという。
1970年代半ば以降にはケーブルテレビが普及し、福音派のテレビ伝道師が活躍するようになった。福音派は有料放送を積極的に活用するようになり、高い視聴率と多くの寄付を集めた。ビリー・グラハム、オーラル・ロバーツ、ジェリー・ファルエル 、ジミー・スワガートなどのテレビ伝道師が活躍した。ジェリー・ファルウェルの視聴者数は1000万人であったともいわれ、リベラル化した社会に伝統的価値を取り戻そうと彼らに働きかけたポール・ウェイリッチ等のニュー・ライトの存在も大きかったという。
1970年代後半に見られる宗教右派団体には、「宗教円卓会議」、「クリスチャン・ボイス（キリスト教徒の声）」「モラル・マジョリティ」があげられる。宗教円卓会議は、世俗的な政治的保守派とキリスト教原理主義者が共同で結成した団体で、原理主義者の伝道師を募り政治活動家の養成を目的とした。
クリスチャン・ボイス（キリスト教徒の声）は、学校での祈疇、教育省の廃止、人工中絶などに関する議員の見解を調査結果から、不適格な議員の選挙運動を妨害したワシントンDCのロビイスト団体である。1979年にロバート・グラント牧師らによって結成され、第1期レーガン政権の間には活動していた。
利益団体であったジェリー・ファルエルのモラル・マジョリティは、キリスト教国アメリカの復権を目指し、人工中絶反対、同性愛者の公民権反対、男女平等憲法修正条項への反対、学校での祈纛の支持などを中心に活動した 。バージニア州リンチバーグに本拠を置き、1979年の発足当時35人の集団から、第1期レーガン政権当時に活動の最盛期を迎え、1980年代には会員数15,000 人を超えるパラ・チャーチとなった。
その中で最も影響力のあったモラル・マジョリティは、ヘリテージ財団（1973年創設）のニュー・ライトのポール・ウェイリッチやエドワード・マカティアの働きかけによって、1979年に結成された利益集団であった。モラル・マジョリティは4つの組織から構成された。「モラル・マジョリティInc.」は全国、州、地域の議会へのロビー活動を展開した。「モラル・マジョリティ基金」は牧師を養成する教育機関であった。「モラル・マジョリティ法的保護協会」は、アメリカ市民的自由連合に対し法廷闘争を展開した。「モラル・マジョリティ政治活動委員会」は政治資金を調達することを目的とした。ギャラップ社の調査によると1980年12月にはモラル・マジョリティは全米の4割が知っていると報告され、短期間で多数の認識を得ることに成功した。しかし、1980年代半ばには衰退する。その原因は、堀内一史によると、草の根レベルでの組織的活動が無く、会員・支持者は原理主義者に限られていたこと、また、募金体制の破綻による資金難とテレビ伝道師の金銭上のトラブルやスキャンダルがあげられ、1989年にモラル・マジョリティは解散したという。
1970年代後半以降には、保守的傾向が増長し、男女同権憲法修正条項（ERA）を反対する運動に勢いづき、1982年にERAは不成立となった。また、同時期に1973年のロー判決を反対するプロライフ側の政策がとられており、1976年にメディケイド（低所得者向けの医療福祉制度）では中絶をカバーしないことを決めたハイド修正法が成立した。反中絶派による中絶をめぐる中絶を規制する州法の合憲性が問われた。主な判例として、1986年にはソーンバーグ対アメリカ産婦人科医協会事件があり、1988年にはウェブスター対リプロダクティブ・ヘルス・サービス事件の判決があった。また、ロー判決が出された毎年1月22日に、プロライフ派は反中絶デモ行進をワシントンD.C.で行っていた。
1983年9月から1984年4月の間には、アメリカ軍はニカラグアの主要港や海軍基地を空襲した（「コントラ戦争」）。中南米のニカラグアのサンディニスタ政権とカトリック教会の対立から、サディニスタ政権が宗教弾圧をしているとし、宗教右派はレーガン政権の中南米への敵視・干渉政策を支持した。そのなかで、ニカラグアのサディニスタ政権を批判し、ニカラグアの親米反政府民兵である「コントラ」への物的支援を行っていたという。

### 宗教右派拡大の時期（1990年代以降）
1990年代以降には、キリスト教連合、家族フォーカス、家族調査評議会などによる政治運動である。
2001年の9・11の同時多発テロ以降、宗教右派は、「ネオコン」と呼ばれた政策集団と共にブッシュ政権に大きく影響力を持ち、2003年のイラク戦争を推し進めた世界観は両者によって形成されたといわれている。
2004年には、ジョージ・W・ブッシュ大統領の一般教書演説の中で、政権のスローガンである「思いやり」を中心に「「神」や、「信仰」「家族」といった言葉を随所に散りばめ」「宗教色と保守色の強い演説に」した。また、不変の価値として「勇気、思いやり、畏敬、誠実、異なる信仰や宗教の尊重」を挙げ、「宗教に関連しては特に同性愛者同士の結婚への反対」を示し、宗教右派団体へのメッセージとしたといわれている。
キリスト教右派の団体や構成員には、共和党の主義や政策に賛成、支持するものが多く、時には逆に共和党の主義や政策に影響を与えることもある。例えば、ジョージ・W・ブッシュの選挙戦では、キリスト教右派の共和党支持者が、無視できない役割を果たしたものと考えられている。アメリカ合衆国大統領選挙において共和党から出馬する政治家は、キリスト教右派の支持を取り付けることが特に予備選挙の段階で重要であり、またキリスト教右派色の濃い候補が出馬することもある（クリスティン・オドネルやマイク・ハッカビー、ミシェル・バックマン、リック・サントラム、ベン・カーソン、テッド・クルーズなど）。一方でキリスト教右派の主張を政策に反映させることは本選挙において大都市に多いとされる中道層の取り込みに不利となる。そのため共和党の政治家はキリスト教右派の主張をどこまで受け入れるかというバランスに苦慮している。

## 公教育
ここでは、公教育に関わる宗教右派の社会・政治活動について解説する。

### 進化論論争

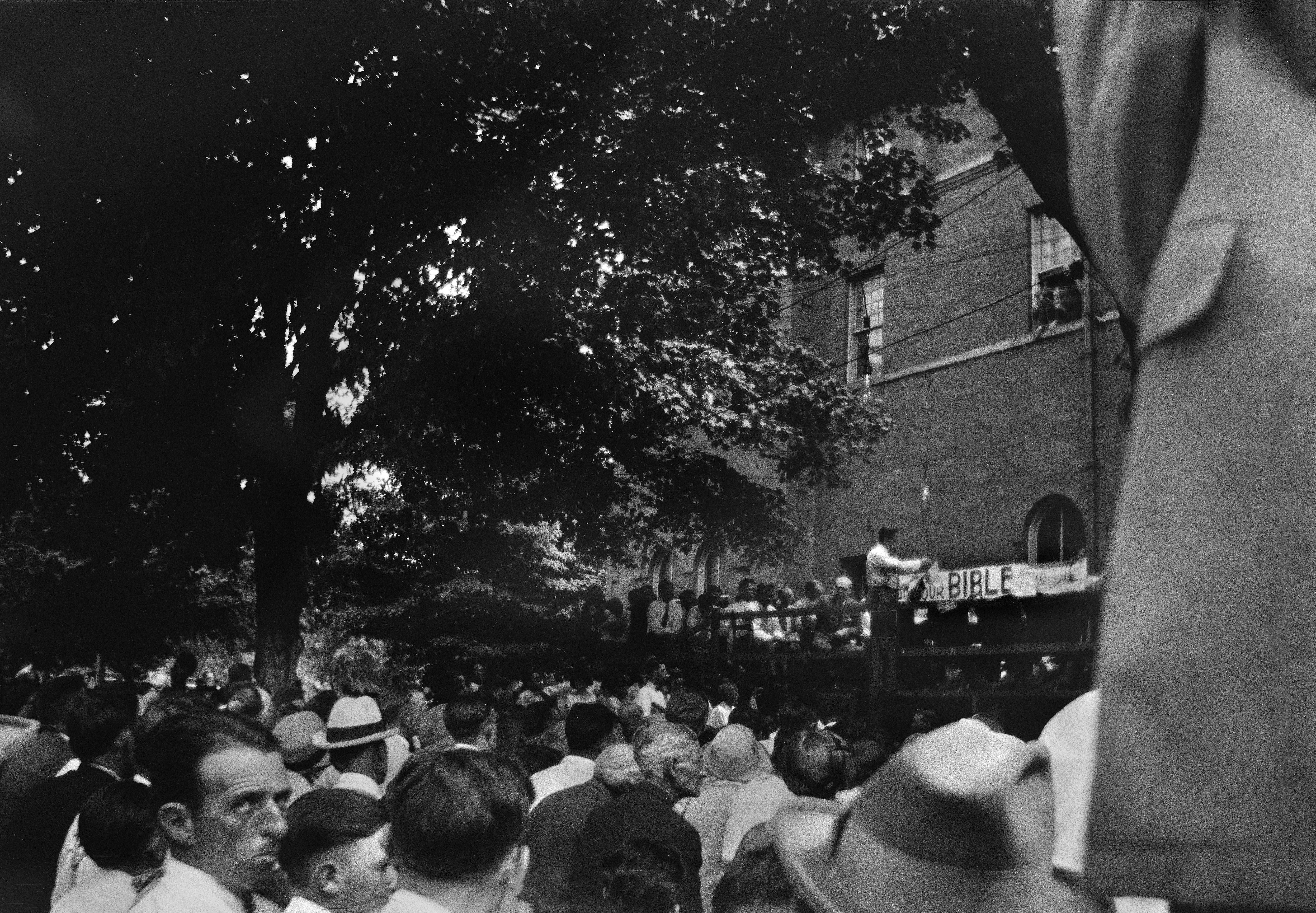
スコープス裁判（1925）

「進化論論争」、「アメリカ合衆国の歴史 (1918-1945)#スコープスの「猿」裁判」、「創造科学」も参照
モダニスト・ファンダメンタリスト論争
1923年から1924年に、ニューヨークを舞台に「進化論対創造説」議題に論争が交わされた。論者はジョン・ローチ・ストラットン（John Roach Straton, 1875 - 1929）とチャールズ・フランシス・ポッター（Charles Francis Potter, 1885 - 1962）であった。「創造説」の論者であったストラットンはカルパリ・パプテスト教会の牧師であり、ファンダメンタリストであった。一方、「進化論」の論者のポッター はウエストサイド・ユニテリアン教会の牧師であり、モダニストであった。
- 「聖書無謬説」の論点

1日目は「聖書無謬説」を中心に討論された。「創造説」の論拠となった「聖書無謬説」は、1880年代にプリンストン神学校にて生まれたものであった。「聖書無謬説」は「聖書は、神が著者に霊感を与えて書かせたものであり、故に一語一句に至るまで正しい絶対的・超自然的権威」としていたファンダメンタリストが受け入れていた。しかし、聖書の無謬性を示す諸々の証拠であるとするものを提示したのに対して、「聖書無謬説」は「高等批評」（Higher Criticism）の方法に依る高等批評家によって聖書の誤りや矛盾が次々と発見されていた。
ポッターは「聖書無謬説」の問題点に対し高等批評的見地から反論を展開し、聖書無謬説の脆さを示した。また、聖書の超自然的起源を否定し、それをある時代の人間による創作であると位置付けることによって、聖書の絶対的基盤を崩していた。
- 「進化論」の論点

2日目は「進化論」を中心に討論が展開された。チャールズ・ダーウィンによって体系づけられた科学理論であった。伝統的キリスト教を現代社会に適応させたモダニストは、自由主義神学の観点から進化論を支持していた。当日は、科学的な妥当性、証拠の信憑性などが討論された。
進化の「起因」の妥当性の問題 があり、獲得形質遺伝を主張したラマルク説、自然選択を主張したダーウィン説、双方とも支持されなくなっていた。
また地質学的証拠の信憑性の問題があり、進化論に対し聖書を裏付ける科学的根拠としてジョージ・プライスによる「岩層の配列が「非現実的で不自然な方法」で年代別に分類されてきたと主張し、進化論に代わる「より合理的な」仮説として、かつて世界規模の洪水があったという聖書的見解」を示した。
また、「無数の中間種」がほとんど存在しない問題があった。
- 論争の勝敗

第一回目の討論では高等批評的見地から反論を展開したポッターが勝利し。2回目の討論では確実性の欠く進化論の証拠を反証したストラットンが勝利した。
スコープス裁判

### 学校での祈祷、聖書唱和
背景
1947年にはアメリカ合衆国憲法修正第1条による政教分離原則が連邦政府だけでなく州政府にも適用され、 飯山雅史によると、原理主義派や福音派は、つい「最近まで当然と思っていた習慣」を「連邦最高裁によって覆され」、「政府が信仰に介入してきた」ことへ反発し、「失われたものを取り返そう」とする「防御的」な意識を示していた。
違憲判決
1962年のエンジェル対バイテル訴訟では、広範に行われていた公教育での「祈り」の指導を、連邦最高裁が違憲と判断した。
この他、アメリカ合衆国最高裁判所の主要な判決にはいくつかあり、1963年のエイビントン町教育委員会対シェンプ訴訟、そして1985年のウオレス対ジェフリー訴訟などがある。新田浩司によると、アメリカ合衆国最高裁判所による、エイビントン町教育委員会対シェンプ訴訟などの判決は、政教分離は宗教と国家の分離ではなく、教会と国家の分離であり、教会と公権力が癒着することを防ぐ意味合いが強く、一定限度を超える国家と宗教との結びつきを禁じるものという。
代表的な判例
エンジェル対バイテル訴訟（1962年）（英文版）
1951年ニューヨーク州教育委員会が「祈り」を作成し公立学校で唱和することとなったことに対し、公的宗教の確立を意味し、個人の信教の自由を侵害するものとして訴訟が起きたものであった。最高裁判所は8対1でニューヨーク州法を違憲と判断した。
多数意見では、児童の神への祈祷は宗教行為であることを指摘し、祈り文を州政府が作成することは、特定の宗教（宗派）の確立になり、特定宗教（宗派）への帰属へ圧力をかけるものとなり、宗教上の自由を制限することになるとした。また、公立学校の教師が祈りへ参加している点から、州政府が公金を宗教活動への支出となり違憲とした。
少数意見では、祈り文が短く、無宗派的であり、祈りの参加が強制的でないため、学校での祈祷はアメリカ合衆国の「精神的伝統」を認知するものにすぎず、憲法修正第1条を侵すものではないとした。
エイビントン町教育委員会対シェンプ訴訟（1963年）（英文版）
ペンシルバニア州法は公立学校では毎日聖書を10節読み、「主の祈り」の唱和をすることが求められていた。メリーランド州でも同様の事が行われていたことから、訴訟により、宗教活動を停止させようとしたものであった。最高裁判所では8対1で違憲と判断した。
多数意見では、聖書や「主の祈り」を唱和することは宗教活動であるため、公立学校でカリキュラムにすることは、州政府の中立性が失われ、憲法修正第1条の規定に反する。また、州政府の権限にて特定の宗教（宗派）を指導するべきではない。したがってペンシルベニア・メリーランド両州の州法を違憲とした。少数意見では、宗教活動の参加が児童・生徒の自主判断によるものとし、憲法修正第1条の中立性は諸宗教を平等に扱えばよいもので、政府の無関与を求めたものではない。州法では、教員の宗教活動への参加を強制したものでなく、公金が宗教活動のために支出されている議論に根拠がないとした。
ウオレス対ジェフリー訴訟（1985年）（英文版）
1978年制定のアラバマ州法は、公立学校で児童に対し、始業時1分以内の「瞑想」を義務付けた。州議会は1981年に「瞑想」を「瞑想または自主的な祈り」と修正し、適用の範囲を州内の公立教育機関全てに拡げた。これに対し訴訟が行われたものであった。最高裁判所では6対3の判決でアラバマ州法を違憲とした。
多数意見では、アラバマ州法は、1981年の修正目的が公立学校で児童・生徒が自主的に祈祷する慣習の復活が目的であったことから修正の目的は宗教的であった。1978年法で「瞑想」は求められたものにすぎず州政府は無関与であるが、1981年の修正は州政府が神への支持や推進を表明したものであったことから、宗教に対する「完全な中立性」から逸脱し、憲法修正第1条に反するものとした。
少数意見では、1978年法と1981年法の法案趣旨は同じであり、両者の区別は形式的なものに過ぎないとし、政府の宗教に対する「中立性」は「敵意」ではないことから、児童・生徒に自主的な神への祈りを認めることは、特定憲法を差別するものでないことから、政府の中立性は、損なわれていないとした。
葉山明によると、上記三訴訟における、アメリカ合衆国最高裁判所での論争の中心は、アメリカ合衆国憲法修正第1条の政教分離原則であった。多数意見は、公立学校で「聖書唱和」や「神への祈り」を行うことを、児童、生徒の自主判断であっても、公的宗教（派）の樹立につながり、また、個人の信仰の自由を制約するとして違憲とした。少数意見は、これらの行為は「アメリカ精神の伝統」を認知するものにすぎないとし憲法に反しないとしたものであったという。
反発
公教育での神への祈り、聖書唱和は、1960年代のアメリカ合衆国最高裁判所によって違憲とされ、全国的（アメリカ国内）に反発した。宗教国家とされるアメリカでは、1960年代にはリベラル色が強まったアメリカ合衆国最高裁判所によって公立学校での「神へ祈り」の指導を禁止となる判決をした。キリスト原理主義者や福音派は、伝統的価値観の後退、伝統的家族の崩壊と見て強い危機感を抱いた。
1962年6月25日のエンジェル判決、続く1963年6月17目のシェンプ判決は、アメリカ国民に反響を起こした。1958年に結成された超保守、超反共団体であるジョン・バーチ・ソサエティ（英語：the John Birch Society）はアール・ウォーレン長官の弾劾を求めて運動をおこした。南部のバイブル・ベルト選出の議員たちは判決に対し非難したという。また、マシュー・C・モエンによると、これらの判決はキリスト教原理主義が政治化した要因の一つであったという。

### 体罰廃止法案の反対
宗教右派は、体罰廃止法案に反対していた。片山紀子によると、その理由は原理主義者が体罰に関して特異な存在であり、近代教育で正当された罰やジェンダーの扱いに対し、宗教理念上相容れないためであるという。宗教的な価値（英語：Christian value）は、人道主義的な価値（英語：humanistic value）と異なり、体罰について、宗教的価値観から正当で妥当な教育手段として位置付けられている。従って、聖書の史実を信じ、宗教的に、保守的である親は子供の躾に体罰を利用しており、未だ、ファンダメンタリストは体罰廃止に対し反対が強いという。このことから、バイブル・ベルト以外では体罰に関する意識改革が進んだのに対し、バイブル・ベルトでは宗教的な価値観を堅持しているため体罰が残っているという。
片山紀子は、バイブル・ベルト地帯は過去に報告された学校体罰の行使総数が多い州について、体罰とバイブル・ベルトとの関係を指摘している。

### ホームスクール

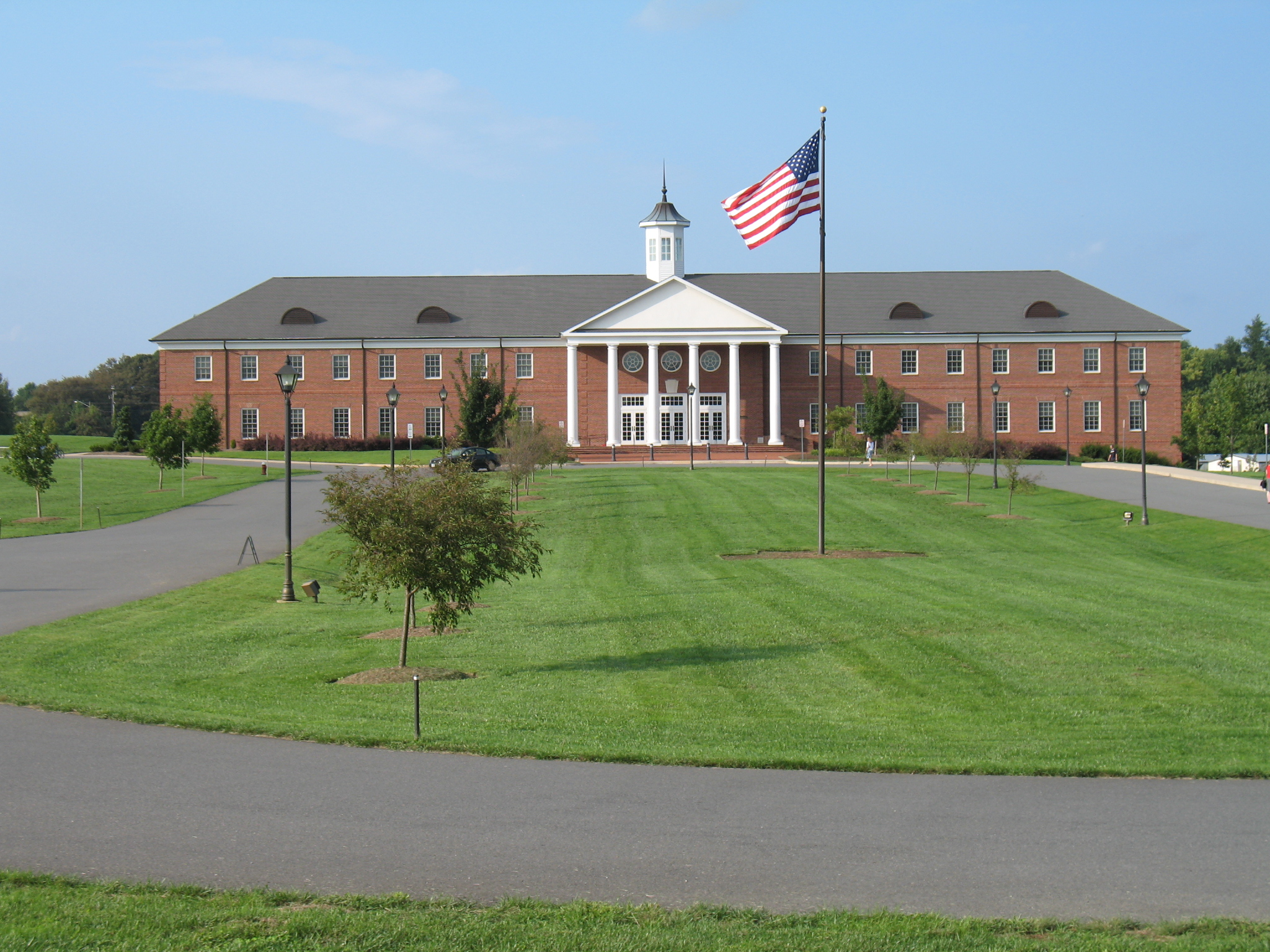
パトリック・ヘンリー・カレッジ.

ホームスクールとは、義務教育期間であっても子どもを学校に通学させずに、家庭で教育し育てることである。アメリカでは1980年代の中頃から顕著になるホームスクール運動がある。ホームスクール運動は極めて保守的で、宗教的にも原理主義者や福音派の人々による運動である。ホームスクールに関する調査では、ホームスクールの理由は「宗教上の理由」がほとんど一番目に挙げられている。80年代はオルタナティヴ教育として強調され、90年代は原理主義者や福音派の運動として強調されてきたという 。
ホームスクール家族が属する団体には、ホームスクール法的保護協会（HSLDA）（英文版）があり、政治的・宗教的にも保守的キリスト教徒つまり宗教右派が6割占めるという。

### 修正第1条と公教育
アメリカ合衆国憲法修正第1条と公教育との兼ね合いによる問題にはいくつかある。カトリック教会学校へ通う児童・生徒に対するバス代の（州）政府負担の問題、カトリック教会学校児童・生徒への一般科目の教科書の無償負担の問題、そしていわゆる「シェアード・タイム・プログラム」（英語：shared-time program）の問題などがあるという。

## 生命倫理
ここでは、宗教右派の生命倫理に関わる社会・政治活動について解説する。

### 人工妊娠中絶
背景

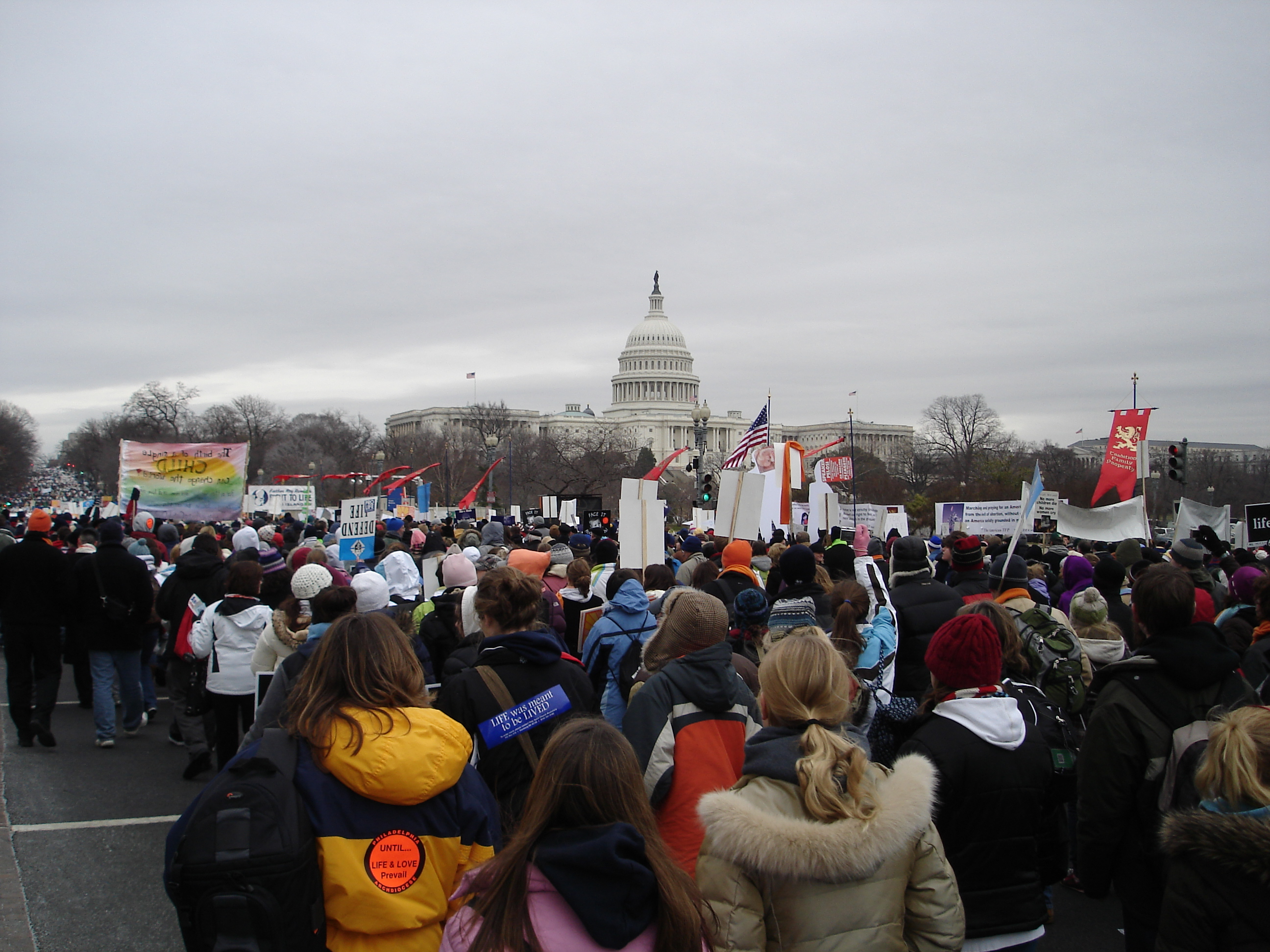
いのちの行進、プロライフによるロー対ウェイド事件の判決の日に行われた中絶反対のデモ行進、ワシントンD.C.（2008年）

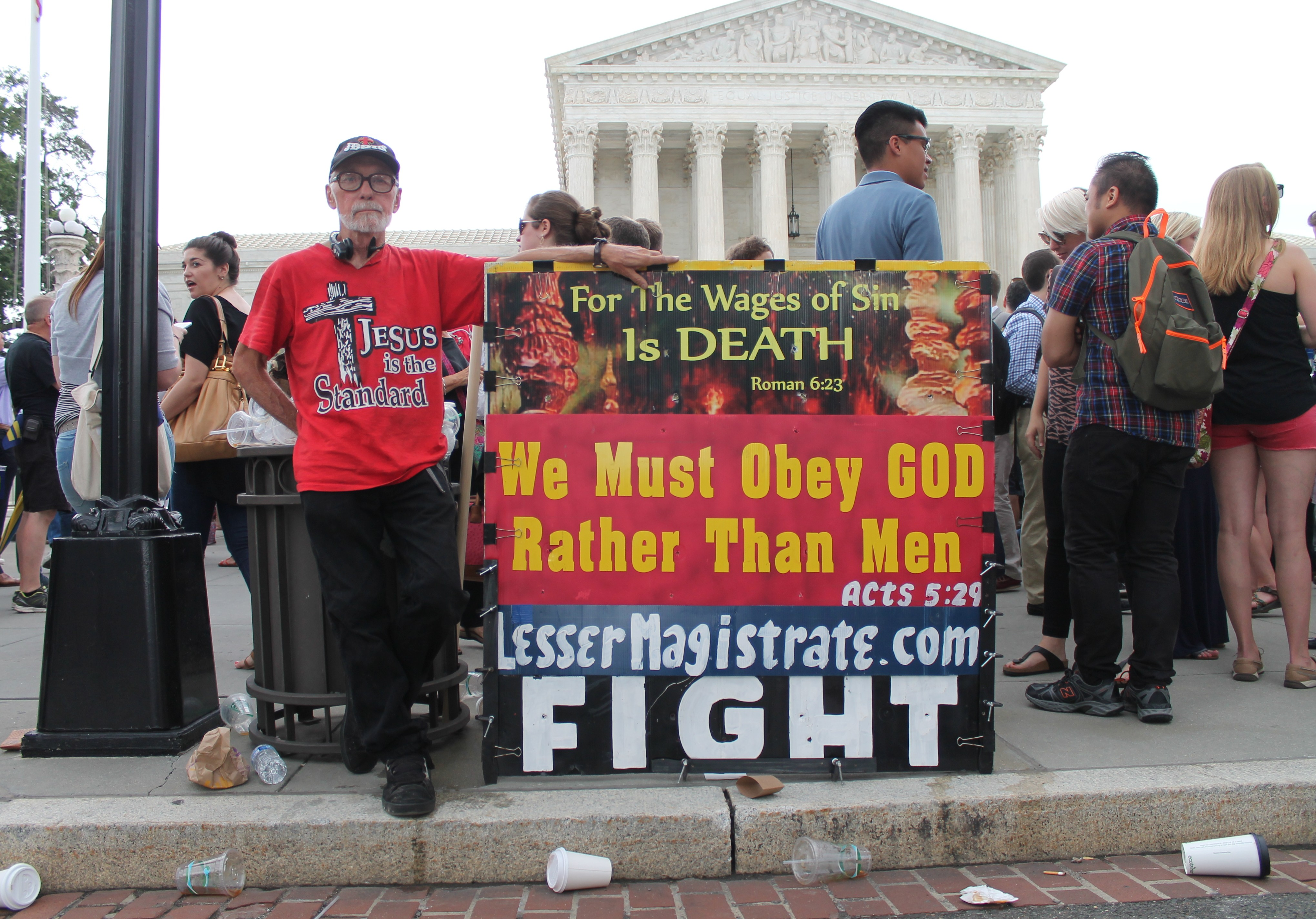
同性愛反対運動（2015年6月）

中絶問題は、「「家族」「秩序」といったモラルの問題としてとらえる反対派 、女性の社会進出や貧困などの社会問題としてとらえる容認派」との間で論争が続いている。「「人間は神が造った」という聖書の教えをそのまま信じる人々」のキリスト教原理主義は人工妊娠中絶を反対している。
ロー対ウェイド訴訟
アメリカ合衆国では、人工妊娠中絶は違憲であったが、1973年、連邦最高裁判所でロー対ウェイド訴訟の判決が出た。 妊娠3ヵ月以内の中絶を合法化・自由化し、4ヵ月以降については各州の裁量によるものとし、憲法修正第14条の定める適正な法の手続きによって女性は中絶する自由を保護されているとした判決であった。
プロライフ運動
ロー対ウェイド訴訟の結果、ロー判決による人工妊娠中絶の合法化に反対したプロライフ運動団体が結成された。その運動団体には、National Right to Life Committee（英文版）やChristian Action Council（英文版）、そしてEagle Forum（英文版）などがあった。プロライフ団体は、連邦最高裁による人工妊娠中絶の一部合法化に反対し、各州議会・政府に中絶制限立法を働きかけるロビー活動・示威運動などを活発に進めた。一部には、Operation Rescue（英文版）やProlife Nonviolent Action Project（英文版）のように一種の市民的不服従活動をも強行する戦闘的な組織もあった。
ハルヴァー・ニューバウァーによると、プロライフの中絶制限立法働きかけは、50州中30州近くで中絶制限立法の成立に関わる運動の成果が現れ、州レベルでは一定の成果をあげたという。
ウェブスター対リプロダクティブ・ヘルス・サービス訴訟
ロー判決による人工妊娠中絶の問題は、妊娠中絶を反対するプロライフ（生命尊重派）と女性の選択権を重視し中絶を是とするプロチョイス（選択権重視派）とのあいだで対立が続いた。
1988年には、ウェブスター対リプロダクティブ・ヘルス・サービス判決があり、1986年にミズーリ州が妊娠中絶を規制する州法を連邦控訴裁判所で違憲としたが、連邦最高裁判所が覆して州法を合憲と判断した。中絶の権利は「根本的」なのものでなく、州政府が胎児の命に対して強い利害関係をもつ場合、女性の中絶の権利を制約しても違憲ではないとし、州政府により大きな権限を認めていた。大津留智恵子によると、この判決は、州政府の関与する余地はなく、初期の中絶の権利は「原則は自由」としたロー判決から後退するものだったという。
この判決は、中絶を規制する州法を合憲と認めたものであった。プロライフ派は、毎年1月22日はロー判決が出た日に、反中絶デモをワシントンDCで行っており、 ウェブスター判決を控えた1989年1月にプロライフ派は6万5千人がデモに参加したが、一方プロチョイス派は3ヶ月後さらに多い30万人をデモに動員し政治的に広い基盤を持つことを誇示した。
大統領選挙
1980年以来毎回の大統領選挙で、共利党は「生まれてくる子供たちの生命の権利を回復するために」憲法修正を綱領に掲げ、ロー判決を却下させようと最高裁に圧力をかけてきた。後押しする宗教右派集団が共和党で活躍し、社会でも中絶反対運動を進めていた。
1992年には、アメリカ大統領選挙の主要な論争の一つであった妊娠中絶権の論争があった。アメリカ大統領選挙は、（当時）現職のブッシュ大統領（共和党）、クリントン・アーカンソー州知事（民主党）、ペロー（無所属）の争いとなった。キリスト原理主義は、共和党の綱領に影響を与え中絶全面禁止をうたっており、共和党は「中絶反対(プロライフ)」、民主党は「中絶容認（プロチョイス）」の立場を明らかにした。

### 尊厳死
宗教右派は、尊厳死を反対していた。代表的な事件にはテリー・シャイボ事件（2005年）があった。
15年にわたり植物状態が続いたフロリダ州在住の女性テリー・シャイボは、妻の尊厳死を求めてきた法的保護者の夫マイケル・シャイボと娘の延命を求めてきた彼女の実の両親シンドラー夫妻との間で、7年間にわたって法廷闘争があった。 2005年にフロリダ州裁判所は、夫マイケルの主張を認め、妻テリーの生命を維持してきた栄養補給チューブを外すように命じた。 しかしながらこの措置を不服としたシンドラー夫妻 は、連邦最高裁に上告したが、却下された。 この判決は共和党、大統領連邦議会に衝撃を与えた。宗教右派は、共和党に働きかけ裁判の再審理を求める法案を連邦議会に提出させた。法案は下院で賛成203票、反対58票となり再審理を可決し、イースター休暇中だったブッシュ大統領もいち早くワシントンに戻り署名した
。

### 胚性幹細胞研究
1970年代以来、人工妊娠中絶の是非をめぐり、女性の選択権を重視し中絶を是とするプロチョイス（選択権重視派）とすでに一個の人の生命である胚や胎児を破壊することを非とするプロライフ（生命尊重派）の人々との対立が深刻になり現在に至っている。この対立は家族や社会のあり方をめぐる倫理観・価値観の対立とも結びつき、家族や生命の神聖性を尊ぶ宗教的保守派と、女性やマイノリティの人権を尊ぶ社会革命派の対立となっている。伝統的な文化価値をもつ立場は人胚の研究利用に対して否定的な評価をしており、社会革命派は人胚研究を是認できるとしている。

### 同性婚への反発
反同性愛運動は、宗教右派が進めており、本格化したのは1970年代である。1969年ストーンウォール事件を機に本格化したLGBTのゲイ解放運動に対し、宗教右派は反発し「反対運動（第一次バックラッシュ）で「子供たちを守れ」キャンペーンを行った。その活動はテレビ伝道師（英語: Televangelist）に依拠して宗教的言説を前面に押し出したものであった。
1990年代には、宗教右派は実現すべく政治（共和党）に接近し、両者を「家族の価値」言説を結び付けた（第二次バックラッシュ）。この宗教右派のロビー活動により、連邦議会は1996年婚姻防衛法を制定した。
2003年には、ローレンス対テキサス州事件があり、同性愛者による性行為およびオーラルセックスを禁じたテキサス州刑法の規定を違憲無効とした、アメリカ合衆国最高裁判所の判決があった。ブッシュ大統領支持母体の一つであった宗教右派団体は、同性愛での性行為をアメリカ合衆国最高裁判所が認めることは許しがたいことであった。

### マンハッタン宣言
2009年、マンハッタン宣言が発表された。福音派、カトリック教会内の保守派、北米聖公会、正教会の指導者によりキリスト教の宣言を発表した。これは、政治や社会的議論に対し、同性婚や人工妊娠中絶を容認する法制度を反対するキリスト教、プロライフの立場を再確認し、市民的不服従を通じこの立場に参画することを呼びかけた。具体的な論点としては人工妊娠中絶・胚性幹細胞研究・尊厳死などを容認させる法制度には従う意はなく、同性婚についても妥協の余地がないものとしている。

## 伝統的道徳観
ここでは、伝統的道徳観に関する宗教右派の社会・政治活動について解説する

### フェミニズムへの反発
キリスト教原理主義者（ファンダメンタリズム）的価値観は、キリスト教の尊重・「伝統的核家族」の重要性・親や教師の権威の尊重・性別役割の保持である。
純潔運動も盛んで、セックスは夫婦間のみで神から認められるという価値観を堅守している。

### 文化

#### カウンターカルチャーへの反発
伝統的道徳観を腐敗させるものとして、カウンターカルチャー、ヒッピー、ロックやポルノ、麻薬濫用など、彼らが下品、猥褻であるとする音楽・出版・放送へ反発していた。

## 影響

### 日本
日本では、神社本庁、生長の家などの宗教勢力と政治的右派の関係を論じる際、上記のアメリカのキリスト教の宗教右翼の活動になぞらえて、「宗教右派」「宗教右翼」などの語が使われた。塚田穂高によれば、この先駆けとなったのがケネス・J・ルオフが著書『国民の天皇』（日本語訳が2003年に出版）で両者を比較した記述である。

### 宗教右派の影響を受けた作品
『最後の誘惑』（The Last Temptation of Christ、マーティン・スコセッシ、1988）
『最後の誘惑』は、キリスト教保守派団体から強い抗議 を受け、映画館の前でのプラカードを持った抗議運動や、劇場の爆破などが行われ、 キリスト教系のメディアからもことごとく酷評され、映画は興行的に失敗した。
『ハリー・ポッターシリーズ』（Harry Potter Series、J・K・ローリング 、1997― ）
イギリスの児童文学作家J・K・ローリングにより発表された『ハリー・ポッターシリーズ』は、2004年 5 月 16 日付けの中日新聞サンデー版では、アメリカ・ミシガン州において、「宗教右派の要望により一部学校区で、魔法使いが主人公の『ハリー・ポッター』本が授業で使用禁止。学校図書館で親の許可がないと貸し出し禁止に」と報じられた。加藤知子によると、キリスト教では、魔法・魔術を禁じているため、魔法使いが主人公であり、魔法・魔術を中心に据えたストーリーを展開させている『ハリー・ポッター』本に対して警戒心や嫌悪感を抱く人々がアメリカに多く存在することは、別段不可思議なことではないという。
『ロード・オブ・ザ・リングシリーズ』(The Lord of the Rings、ピーター・ジャクソン、2001-2003)
『ハリー・ポッターと賢者の石』とほぼ同じ時期に映画化された『ロード・オブ・ザ・リング』の原作、オックスフォード大学教授J・R・R・トールキンによる『指輪物語』（原題The Lord of the Rings）に関しては、その中で魔法使いやエルフ、ドワーフなどが活躍するにもかかわらず、『ハリー・ポッター』のような焚書騒ぎには至っていないという。
『パッション』（The Passion of the Christ、メル・ギブソン、2004）
メル・ギブソンは映画の全米公開前に、ヴァチカンで事前試写会を開き、福音派に属する牧師およそ5千人を集めた試写会を開いた。先に社会的影響力を持つ宗教家、特にキリスト教福音派の牧師や信徒たちを味方につけたことにより、映画を成功させたという。

## 略年表
| 年月        | 事件                                                     | 備考                                                   |
| ----------- | -------------------------------------------------------- | ------------------------------------------------------ |
| 1925年3月   | スコープス裁判                                           | 進化論論争                                             |
| 1942年4月   | National Association of Evangelicals の結成              | キリスト教福音派                                       |
| 1947年      | 政教分離原則が州政府にも適用                             |                                                        |
| 1961年5月   | 対ベトナムの本格介入                                     |                                                        |
| 1962年6月   | エンジェル対バイテル訴訟                                 | 学校での祈祷の違憲判決                                 |
| 1963年6月   | エイビントン町教育委員会対シェンプ訴訟                   | 学校祈祷の違憲判決                                     |
| 1969年1月   | 共和党選出のリチャード・ニクソン大統領就任               |                                                        |
| 1969年-79年 | デタントの時代                                           | 米ソ緊張緩和                                           |
| 1969年6月   | ストーンウォールの反乱                                   |                                                        |
| 1972年6月   | ウォーターゲート事件                                     |                                                        |
| 1973年1月   | ロー対ウェイド事件                                       | 人工妊娠中絶の合法化                                   |
| 1973年1月   | アメリカ軍の全面撤退                                     | ベトナム戦争                                           |
| 1977年      | ファーカス・オン・ザ・ファミリー（家族ファーカス）の発足 |                                                        |
| 1979年      | 利益団体「モラル・マジョリティ」の創設                   |                                                        |
| 1981年      | ロナルド・レーガンの大統領就任                           |                                                        |
| 1982年      | 男女同権憲法修正条項（ERA）の不成立                      |                                                        |
| 1984年      | 大統領選挙 レーガン大統領再選                            |                                                        |
| 1985年6月   | ウオレス対ジェフリー訴訟                                 | 学校での祈祷の違憲判決                                 |
| 1986年      | ソーンバーグ対アメリカ産・婦人科医協会事件判決           | 妊娠中絶問題                                           |
| 1988年      | キリスト教連合の発足                                     |                                                        |
| 1988年      | ウェブスター対リプロダクティブ・ヘルス・サービス事件判決 | 妊娠中絶問題                                           |
| 1989年      | モラル・マジョリティの解散                               |                                                        |
| 1992年      | 大統領選挙                                               |                                                        |
| 1983年3月   | ホームスクール法律擁護協会設立                           |                                                        |
| 1992年      | 家族計画局対ケーシー事件判決                             | 妊娠中絶問題                                           |
| 1994年      | 中間選挙にて、共和党が上下両院にて過半数を制す           | 「保守革命」                                           |
| 1995年      | 政府の機能停止（シャットダウン）                         | キングリッチの”革命運動”                               |
| 1996年      | 婚姻防衛法の制定                                         |                                                        |
| 2000年      | ブッシュ大統領就任                                       | 定期的に聖書研究会を開催 宗教右派を政権の要所に配置    |
| 2001年9月   | 9・11同時多発テロ事件                                    |                                                        |
| 2003年      | 人工妊娠中絶の部分的禁止法案の成立                       |                                                        |
| 2003年6月   | ローレンス対テキサス州事件                               |                                                        |
| 2004年      | 大統領選挙                                               |                                                        |
| 2005年      | 連邦最高裁判事の再構成                                   | リベラル派4人、中間派2人、保守派3人                    |
| 2009年      | マンハッタン宣言                                         | 正教会、カトリック教会、福音派によるプロライフの再確認 |

## 団体と指導者
| 団体 - 宗教円卓会議 - クリスチャン・ボイス(キリスト教徒の声) - モラル・マジョリティ - キリスト教連合 - Family Research Council（家族調査評議会） - Arlington Group - Council for National Policy - フォーカス・オン・ザ・ファミリー - Family Policy Council - Free Congress Foundation（自由議会財団） | 指導者 - ジェリー・ファルエル - ジェームズ・ケネディ - ラルフ・リード - パット・ロバートソン - カール・ロープ - ジェームズ・ドブソン - トニー・パーキンス - リチャード・ランド - リチャード・シジック - リック・ウォレン - ビル・ハイベルズ |